# Aleksander Klima
Aleksander Klima (* 13. August 1945 in Oschatz) ist ein früherer polnischer Biathlet.
Aleksander Klima war als Aktiver für Legia Zakopane aktiv. Er trat erstmals 1970 in Östersund bei Biathlon-Weltmeisterschaften an und wurde 20. im Einzel sowie Sechster mit der Staffel. 1971 folgte die Teilnahme an der WM in Hämeenlinna mit den Ergebnissen Rang 26 im Einzel und dem Gewinn der Bronzemedaille hinter der Sowjetunion und Norwegen mit Józef Różak, Andrzej Rapacz und Józef Stopka im Staffelwettbewerb. Karrierehöhepunkt wurde die Teilnahme an den Olympischen Winterspielen 1972 in Sapporo, wo er Neunter im Einzel wurde und mit Rapacz, Stopka und Rózak Siebter im Staffelrennen. Letztes Großereignis wurden die Biathlon-Weltmeisterschaften 1974 in Minsk mit den Plätzen 24 im Einzel, 32 im Sprint und dem elften Rang im Staffelwettbewerb. National gewann er von 1971 bis 1973 die Titel im Einzelwettbewerb.